# Green Mountain (Estados Unidos)
Green Mountain es un área no incorporada ubicada del condado de Yancey en el estado estadounidense de Carolina del Norte.